# 1597 Laugier
1597 Laugier eller 1949 EB är en asteroid i huvudbältet som upptäcktes den 7 mars 1949 av den franske astronomen Louis Boyer vid Algerobservatoriet. Den har fått sitt namn efter den franska astronomen Marguerite Laugier.
Asteroiden har en diameter på ungefär 12 kilometer.